# لایحه اختیارات دفاع ملی برای سال مالی ۲۰۱۲
لایحه اختیارات دفاع ملی برای سال مالی ۲۰۱۲ (به انگلیسی: National Defense Authorization Act (NDAA) for Fiscal Year 2012) یک قانون فدرال ایالات متحده است که علاوه بر سایر مقررات بودجه و هزینه‌های وزارت دفاع ایالات متحده را مشخص می‌کند. این قانون در ۱۵ دسامبر ۲۰۱۱ به تصویب سنای ایالات متحده رسید و با امضای باراک اوباما رئیس‌جمهور ایالات متحده در ۳۱ دسامبر ۲۰۱۱ به قانون ایالات متحده تبدیل شد.
جنجالی‌ترین مقرراتی که مورد توجه قرار گرفتند در تیتر X، زیر تیتر D، با عنوان «ضد تروریسم» بود. به‌طور خاص زیربخشهای ۱۰۲۱ و ۱۰۲۲ که در خصوص بازداشت افرادی ست که دولت به آنان در خصوص درگیر بودن در تروریسم مظنون است. مجادله بر سر معنای حقوقی و تأثیرات احتمالی آن‌ها بر سوء استفاده از اقتدار ریاست جمهوری بود. گرچه کاخ سفید و حامیانش در سنا می گویند که اختیارات برای استفاده از نیروی نظامی از قبل به اقتدار ریاست جمهوری اجازه بازداشت نامحدود را می‌دهد، لایحه اظهار می‌دارد که کنگره این اختیار را «تأیید می‌کند» و مقررات مشخصی برای اعمال این اختیار ایجاد می‌کند.
مقررات بازداشت این لایه مورد توجه انتقادی از جمله در بین اتحاد آزادیهای مدنی آمریکا، کمیته دفاع از منشور حقوق قرار گرفته و برخی منابع رسانه‌ای در خصوص حوزه اقتدار رئیس‌جمهور نگرانند، از جمله این مجادله که آنهایی که آن‌ها مدعی اند ممکن است نامحدود بازداشت شوند می‌تواند شهروندان ایالات متحده را که بر خاک آمریکا بازداشت شده‌اند شامل شود، از جمله بازداشتهایی توسط اعضای نیروهای مسلح. قدرتهای مربوط به بازداشت در حال حاضر با چالش حقوقی مواجه شده‌اند.

## بخش ۱۰۲۱: بازداشت نامحدود بدون محاکمه

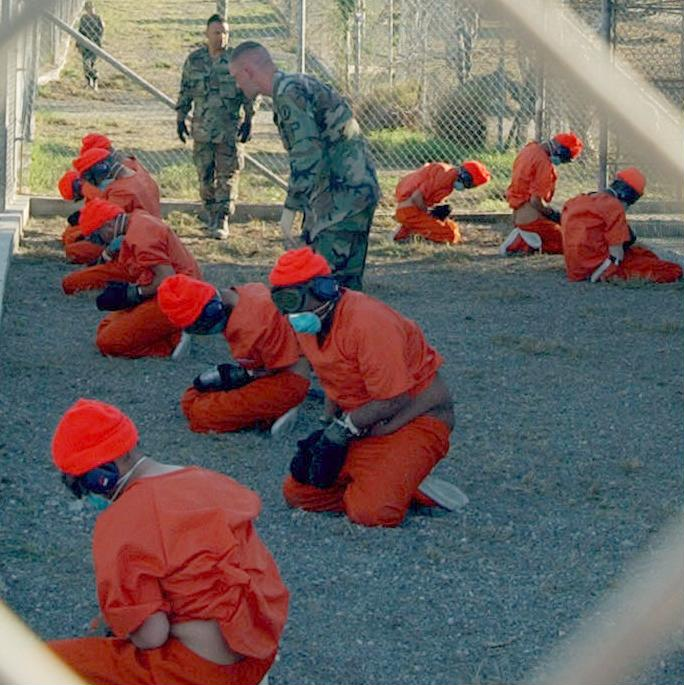
بازداشتی در بدو ورود در کمپ اشعه ایکس، ژانویه ۲۰۰۲. در مه ۲۰۰۶ کمیته سازمان ملل علیه شکنجه رفتار با زندانیان در خلیج گوانتانامو را محکوم کرد و ذکر کرد که بازداشت نامحدود فی نفسه ناقض کنوانسیون منع شکنجه سازمان ملل است.

### ایالات خواهان ممنوعیت بازداشت نامحدود
نه ایالات قوانینی در جهت اصلاح یا لغو ۲۰۱۲ NDAA ارائه کرده‌اند.